# John Latham
John Latham (27 de junho de 1740 – 4 de fevereiro de 1837) foi um naturalista britânico, conhecido como o “avô da ornitologia australiana”.
Membro da Royal Society desde 1775, Latham foi um dos primeiros cientistas a tomar contacto com os espécimes recolhidos pelas expedições de exploração australiana de James Cook e foi o responsável pela descrição de muitas espécies, como o emu, o murucututu e a cacatua-de-crista-amarela.

## Biografia
John Latham nasceu em 27 de junho de 1740 em Eltham no sudeste de Londres. Ele era o filho mais velho de John Latham (d.1788), um cirurgião da região, e sua mãe era uma descendente dos Sothebys, em Yorkshire.
Em 1796, Latham retirou-se da sua actividade como médico no Kent para uma casa de campo no Hampshire e dedicou‐se exclusivamente à ornitologia. Latham faleceu com 96 anos em Winchester em 4 de fevereiro de 1837 e foi enterrado em Romsey Abbey.

## Trabalhos
- Latham, John (1781–1785). A General Synopsis of Birds (3 Volumes). London: Printed for Benj. White
- Latham, John (1787). Supplement to the General synopsis of birds. London: Leigh & Sotheby
- Latham, John (1790). Index Ornithologicus, Sive Systema Ornithologiae: Complectens Avium Divisionem In Classes, Ordines, Genera, Species, Ipsarumque Varietates (2 Volumes) (em latim). London: Leigh & Sotheby
- Latham, John (1801). Supplement II to the General synopsis of birds. London: Leigh & Sotheby
- Latham, John (1801). Supplementum indicis ornithologici sive systematis ornithologiae (em latim). London: Leigh & Sotheby
- Latham, John (1821–1828). A General History of Birds (10 Volumes + Index). Winchester, England: Jacob and Johnson